# Rio Groapa Copacului
O Rio Groapa Copacului é um rio da Romênia, afluente do Timiş, localizado no distrito de Caraş-Severin.